# Спеціалізовані вчені ради
Спеціалізо́вані вче́ні ра́ди є основною ланкою в системі атестації наукових і науково-педагогічних кадрів вищої
кваліфікації.
Спеціалізовані вчені ради утворюються за рішенням Вищої атестаційної комісії України (протягом 1992—2010 рр., з 2011 р. — Атестаційна колегія Міністерства освіти і науки, молоді та спорту України) у вищих навчальних закладах третього та четвертого рівнів акредитації, у інших установах, які проводять наукові, науково-технічні дослідження, а також мають високий рівень кадрового та матеріально-технічного забезпечення для підготовки наукових і науково-педагогічних кадрів вищої кваліфікації.
Спеціалізовані вчені ради створюються за науковими спеціальностями і, відповідно, за цими спеціальностями приймають до захисту дисертації.
До складу спеціалізованих вчених рад для захисту дисертацій включаються вчені, які мають науковий ступінь доктора наук.
До складу спеціалізованих вчених рад для захисту кандидатських дисертацій також можуть бути включені вчені, які
мають науковий ступінь кандидата наук.
Порядок створення і діяльності спеціалізованих вчених рад визначається Атестаційною колегією Міністерства освіти і науки України. У 2013 році Міністерство освіти і науки, молоді та спорту України реорганізувалося на Міністерство освіти і науки України та Міністерство  молоді та спорту України.